# Loríček žlutoboký
Loríček žlutoboký (Cyclopsitta diophthalma) je malý, velmi barevný papoušek. Obývá lesy na Nové Guineji a na několika sousedních ostrovech, izolovaně se vyskytuje také na tropickém australském pobřeží. S velikostí asi 14 cm se jedná o nejmenšího australského papouška.
Je zavalitý, převážně zelený s nápadně krátkým ocasem, silným zobákem a výraznou modro-červenou kresbou na hlavě. Mezi pohlavími je přitom vyvinut mírně patrný sexuální dimorfismus, samci mají totiž v porovnání se samicemi červenější zbarvení na hlavě.
Živí se zejména fíky, bobulemi, semeny, nektarem a drobným hmyzem. Zdržuje se v párech nebo v malých skupinách. Na rozdíl od většiny ostatních v dutinách hnízdících druhů papoušků si loríček žlutoboký buduje vlastní dutinu, většinou ve ztrouchnivělém stromě.